# Марганія Володимир Чичинович
Володимир Чичинович Марганія (рос. Владимир Чичинович Маргания, груз. ვლადიმირ მარგანია, нар. 8 лютого 1928, Очамчира — пом. 6 вересня 1958, Азюбжа) — радянський футболіст, що грав на позиції воротаря. Заслужений майстер спорту СРСР (1952).
Насамперед відомий виступами за клуб «Динамо» (Тбілісі), за яке виступав протягом дванадцяти сезонів аж до своєї загибелі.

## Клубна кар'єра
Почав грати в м. Очамчира. Потім виступав в Сухумі, в ДСШ (1944 рік) і «Динамо». 1946 рік провів у команді другої групи «Шахтар» Сталіно.
1947 року перейшов до «Динамо» (Тбілісі), за яке відіграв 12 сезонів.

## Виступи за збірну
Грав у складі другої збірної СРСР.
У складі олімпійської збірної був учасником футбольного турніру на Олімпійських іграх 1952 року у Гельсінкі.
Загинув в автокатастрофі 6 вересня 1958 року біля села Азюбжа Очамчирського району

## Досягнення

### Клубні
- Чемпіонат СРСР:

Срібний призер 1951, 1953
Бронзовий призер 1950

### Індивідуальні
- в списку 33 найкращих — 2 рази (1951 рік, 1953 рік — обидва рази за № 3).
- Медаль «За трудову доблесть»: 1957[3].
- Заслужений майстер спорту СРСР: 1952